# Paucartambo (Pasco)
Paucartambo es una localidad peruana ubicada en la región Pasco, provincia de Pasco, distrito de Paucartambo. Es asimismo capital del distrito de Paucartambo. Se encuentra a una altitud de 2.950 m s. n. m. Tenía una población de 4438 habitantes en 1993.

## Historia
Se desarrolló en el valle de Paucartambo la cultura Chinchaycocha (aproximadamente 1250 – 1435 d. C.).
El 30 de noviembre de 1918 mediante la Ley N° 3028 durante el gobierno del Presidente José Pardo y Barreda se crea el distrito de Paucartambo.

## Cultura

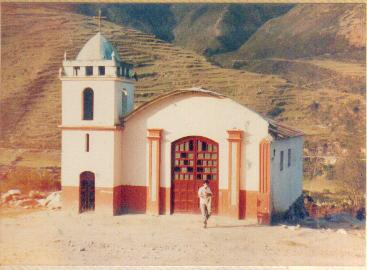

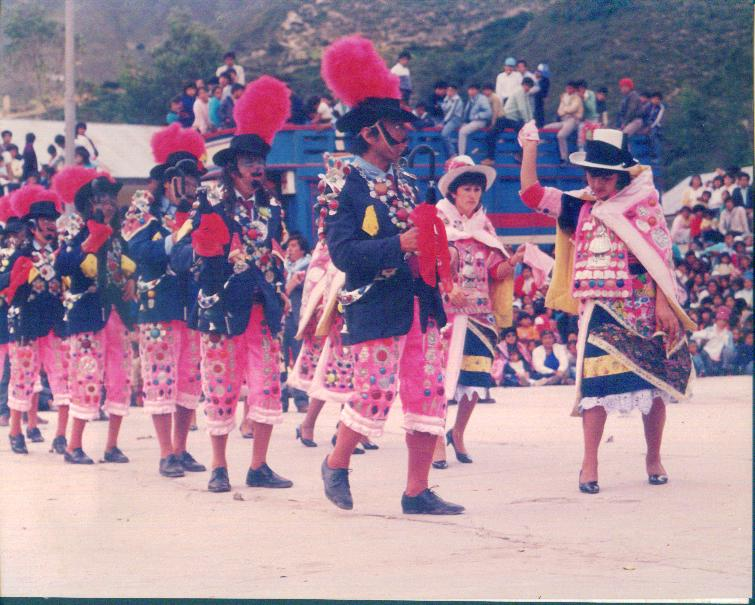

En la localidad se celebra la fiesta tradicional del Señor de Ancara.
También se celebra la calistrada o carnaval con el inicio del grito del mayapacuy que anuncia la participación de las comparsas.

## Transporte
Tiene carretera hacia Carhuamayo (Junín) y Chontabamba (Oxapampa).

## Medios de comunicación
Una empresa cuenta con autorización para prestar el servicio de radiodifusión.

## Educación
La Universidad Nacional Daniel Alcides Carrión (UNDAC) tiene una sección de la escuela de Agronomía en Paucartambo.

## Clima
El clima es cálido y templado. La temperatura media anual es de 13.0 °C y la precipitación media aproximado es de 825 mm.
| Parámetros climáticos promedio de Paucartambo | Parámetros climáticos promedio de Paucartambo | Parámetros climáticos promedio de Paucartambo | Parámetros climáticos promedio de Paucartambo | Parámetros climáticos promedio de Paucartambo | Parámetros climáticos promedio de Paucartambo | Parámetros climáticos promedio de Paucartambo | Parámetros climáticos promedio de Paucartambo | Parámetros climáticos promedio de Paucartambo | Parámetros climáticos promedio de Paucartambo | Parámetros climáticos promedio de Paucartambo | Parámetros climáticos promedio de Paucartambo | Parámetros climáticos promedio de Paucartambo | Parámetros climáticos promedio de Paucartambo |
| Mes                                           | Ene.                                          | Feb.                                          | Mar.                                          | Abr.                                          | May.                                          | Jun.                                          | Jul.                                          | Ago.                                          | Sep.                                          | Oct.                                          | Nov.                                          | Dic.                                          | Anual                                         |
| --------------------------------------------- | --------------------------------------------- | --------------------------------------------- | --------------------------------------------- | --------------------------------------------- | --------------------------------------------- | --------------------------------------------- | --------------------------------------------- | --------------------------------------------- | --------------------------------------------- | --------------------------------------------- | --------------------------------------------- | --------------------------------------------- | --------------------------------------------- |
| Temp. máx. media (°C)                         | 20.1                                          | 19.6                                          | 19.2                                          | 20.3                                          | 20.4                                          | 20.4                                          | 20.3                                          | 20.8                                          | 20.6                                          | 20.9                                          | 21.2                                          | 20.5                                          | 20.4                                          |
| Temp. media (°C)                              | 13.7                                          | 13.5                                          | 13.1                                          | 13.3                                          | 12.5                                          | 11.8                                          | 11.5                                          | 12.2                                          | 13                                            | 13.7                                          | 14                                            | 13.6                                          | 13                                            |
| Temp. mín. media (°C)                         | 7.3                                           | 7.5                                           | 7                                             | 6.4                                           | 4.6                                           | 3.2                                           | 2.8                                           | 3.7                                           | 5.4                                           | 6.6                                           | 6.8                                           | 6.8                                           | 5.7                                           |
| Fuente: climate-data.org                      |                                               |                                               |                                               |                                               |                                               |                                               |                                               |                                               |                                               |                                               |                                               |                                               |                                               |